# モレロス州

モレロス州
Estado Libre y Soberano de Morelos

モレロス州 (Morelos) は、メキシコ中南部の州。州都はクエルナバカ。人口は197万1520人（2020年国勢調査）。
北でメキシコシティと、北東および北西でメヒコ州と、東でプエブラ州と、南西でゲレーロ州とそれぞれ隣接する。クエルナバカとテミスコが主要な都市である。
トラスカラ州に次いで、メキシコで2番目に面積の小さい州である。かつてはメヒコ州の一部であったが、1869年に当時の大統領ベニート・フアレスが州として新設した。州名はメキシコ独立戦争中、王党派からクアウトラ市を防衛したホセ・マリア・モレーロスに由来する。州の大部分は気候温暖で、サトウキビや穀物の生産に適している。
州内で開催されるカーニバルなどの祭事では、チネーロスと呼ばれる伝統衣装に身を包んだ踊り子が登場する。ソチカルコやポポカテペトル山腹の16世紀初頭の修道院群は世界文化遺産に登録されている。